# 112-es busz (Eger)
Az egri 112-es jelzésű autóbusz a ZF Hungária Kft. és a Tesco áruház között közlekedik. A legtöbb busz csak az Ipari Park – Tesco áruház szakaszon jár. A viszonylatot a Volánbusz üzemelteti.

## Története
2022. január 1-jén a város buszhálózata jelentősen átalakult, ennek keretében a 12Y viszonylat jelzése 112-esre módosult.

## Útvonala
A zárójelben lévő szakaszt csak ZF Hungária–Tesco viszonylatban közlekedő járatok érintik.
| Tesco áruház felé | ZF Hungária Kft. felé |
| --- | --- |
| (ZF Hungária Kft. vá. – Kistályai út – Kőlyuk út – Bánki Donát utca –) Ipari Park mh. – Bánki Donát utca – – Faiskola utca – Veres Péter utca – Mátyás király út – Deák Ferenc utca – Eszterházy tér – Törvényház utca – Barkóczy utca – Csiky Sándor utca – Széchenyi István utca – Ráckapu tér – Malom utca – Malomárok utca – Olasz utca – II. Rákóczi Ferenc utca – Cifrakapu utca – Tesco áruház vá. | Tesco áruház vá. – Cifrakapu utca – Olasz utca – Malomárok utca – Malom utca – Ráckapu tér – Széchenyi István utca – Csiky Sándor utca – Barkóczy utca – Törvényház utca – Eszterházy tér – Hatvani kapu tér – Deák Ferenc utca – Mátyás király út – Szövetkezet utca – Faiskola utca – – Bánki Donát utca – Ipari Park mh. (– Bánki Donát utca – Kőlyuk út – Kistályai út – ZF Hungária Kft. vá.) |

## Megállóhelyei
Az átszállási kapcsolatok között a javarészt azonos útvonalon közlekedő 12-es busz nincs feltüntetve.
| 112 (ZF Hungária Kft. – Tesco áruház)                         |                                 |          |                                                                                                |
| Perc (↓)                                                      | Megállóhely                     | Perc (↑) | Megállóhelyet érintő járatok                                                                   |
| A ZF Hungária–Ipari Park szakaszt nem érinti mindegyik járat. |                                 |          |                                                                                                |
| 0                                                             | ZF Hungária Kft. végállomás     | 33       | 4, 5, 3405 Helyközi buszok Távolsági járatok                                                   |
| 1                                                             | SCHÖN KAEV Kft.                 | 32       | 4, 5, 3405 Helyközi buszok                                                                     |
| 2                                                             | Losonczy-völgy                  | 31       | 4, 5, 3405 Helyközi buszok                                                                     |
| 3                                                             | Erzsébet-völgy                  | 30       | 4, 5, 3405 Helyközi buszok Távolsági járatok                                                   |
| 5                                                             | Ipari Park vonalközi végállomás | 28       | 4, 113                                                                                         |
| 7                                                             | Heves Megyei Kamara             | 26       |                                                                                                |
| 8                                                             | Szövetkezet út                  | 24       |                                                                                                |
| 9                                                             | Tompa utca                      | 22       | 3, 3A, 6, 11, 13, 14, 14E, 16, 113, 3410 Helyközi buszok Távolsági járatok                     |
| 11                                                            | Aradi út                        | 21       | 3, 3A, 6, 11, 13, 14, 14E, 16, 113, 3410                                                       |
| 12                                                            | Nagyváradi út                   | 19       | 3, 3A, 6, 11, 13, 14, 14E, 16, 113, 3410 Helyközi buszok Távolsági járatok                     |
| 13                                                            | Galagonyás utca                 | 18       | 3, 3A, 6, 11, 13, 14, 14E, 16, 113, 3410                                                       |
| ∫                                                             | Széna tér                       | 17       | 3, 3A, 6, 11, 13, 14, 14E, 113, 3410                                                           |
| 15                                                            | Vasútállomás, bejárati út       | 16       | 11, 13, 14, 14E, 113, 3410 Helyközi buszok Távolsági járatok                                   |
| 16                                                            | Sportpálya, bejárati út         | ∫        | 2, 2A, 11, 14, 14E, 3410 Helyközi buszok                                                       |
| 18                                                            | Színház                         | 14       | 2, 2A, 7, 7A, 11, 14, 14E, 3410 Helyközi buszok Távolsági járatok                              |
| ∫                                                             | Bazilika                        | 13       | 2, 2A, 4, 5, 5A, 6, 7, 7A, 11, 14, 14E, 3405, 3406, 3410                                       |
| 20                                                            | Autóbusz-állomás                | 12       | 2, 2A, 4, 5, 5A, 6, 7, 7A, 11, 14, 14E, 16, 3405, 3406, 3410 Helyközi buszok Távolsági járatok |
| 22                                                            | Dobó Gimnázium                  | 10       | 2, 2A, 5, 5A, 6, 7, 7A, 11, 14, 14E, 16, 3405, 3406 Távolsági járatok                          |
| 24                                                            | Tűzoltó tér                     | 8        | 2, 2A, 5, 5A, 6, 7, 7A, 11, 14, 14E, 16, 3405, 3406                                            |
| 25                                                            | Malom út                        | 6        | 5, 5A, 6, 7, 7A, 16, 3405, 3406 Helyközi buszok                                                |
| 27                                                            | Hőközpont                       | 5        | 5, 5A, 6, 13, 16, 113, 3405, 3406                                                              |
| 29                                                            | Shell kút                       | ∫        | 4, 7, 11, 13, 14, 14E, 113, 3410 Helyközi buszok                                               |
| 31                                                            | Cifrakapu út                    | ∫        | 3, 7                                                                                           |
| ∫                                                             | Tiba utca                       | 3        | 3, 3A, 5, 5A, 6, 13, 16, 113, 3405, 3406                                                       |
| ∫                                                             | Felsőváros                      | 1        | 3, 3A, 5, 5A, 6, 13, 16, 113, 3405, 3406                                                       |
| 33                                                            | Tesco áruház végállomás         | 0        | 3A, 5, 5A, 6, 7, 13, 113, 3406                                                                 |